# Гренгам
Гренга́м (швед. Granhamn или Granhamnsholm) — небольшой остров в южной группе Аландских островов в Балтийском море, принадлежит Финляндии. Административно входит в коммуну Фёглё. Расположен западнее более крупного острова Хуммерсёландет, одного из основных островов коммуны Фёглё.
Гренгам — южный остров в гряде из трёх островов, находящихся около восточного побережья пролива Ледсунд (Ле-фиорд). Гряда защищает залив от волн и ветра. Также в гряду входят острова Рёдшер (швед. Rödskär) и Хаммарё (восточнее от Гренгама). Гренгам самый мелкий остров из гряды и его размер составляет до 400 м в окружности.
Климат — континентальный. Средняя температура воздуха составляет 6°С. Самый теплый месяц — август с температурой воздуха 18°С, а самый холодный — февраль с температурой воздуха −4°С.
Около этого острова 27 июля (7 августа) 1720 во время Северной войны произошёл морской бой между русским и шведским флотами, вошедший в российскую историографию как сражение при Гренгаме, а в шведскую как битва при Фёглёфьярдене, либо битва при Флисё, либо битва при Ледсунде. Русский флот возглавлял генерал Михаил Михайлович Голицын, шведский — вице-адмирал Карл Шёблад. Русская эскадра заманила шведские силы в составе 1 линейного корабля, 4 фрегатов, 1 галеры и нескольких более мелких судов в залив Гренгам, который был в избытке наполнен подводными камнями и мелями. В таких условиях шведские суда лишились возможности маневрировать. Два шведских фрегата сели на мель. На мелководье более манёвренные русские галеры и лодки перешли в атаку и сумели взять на абордаж 4 фрегата, после чего оставшаяся часть шведского флота отступила. Победа русских при Гренгаме значительно ускорила заключение Ништадтского мирного договора 1721 года.
В шведском атласе Н. Стрёмкруны 1737 года между островами Гренгам и Хаммарё был указан проход для мелкосидящих судов, также на плёсе за грядой было указано место якорной стоянки.